# 起電力
起電力（きでんりょく、英語: electromotive force、略: EMF）とは、電流の駆動力のこと。または、電流を生じさせる電位の差（電圧）のこと。単位は電圧と同じボルト (Volt, V) を用いる。起電力を生み出す原因には、電磁誘導によるもの（発電機）、熱電効果（ゼーベック効果）によるもの（熱電対）、光電効果（光起電力効果）によるもの（太陽電池）、化学反応によるもの（化学電池）などがある。

## 化学電池の起電力
化学電池（電気化学セル）の起電力は、電気化学的平衡状態における電極の電位差である。「電流が0の時の電極間の電位差（開回路電圧）」と説明されることもあるが厳密には異なる。電極上では電気化学平衡が成り立っていないにもかかわらず、電極間を流れる電流が 0 となることがあり（1つの電極上で複数の電気化学反応が起こっている場合など。混成電位という）、このような場合は、起電力と開回路電圧は異なる。
電位差を測定する方向や電池反応の表現方法に任意性が存在するため起電力の符号について混乱があったが、1953年にストックホルムで開かれたIUPACの会議において、起電力の符号の決め方について勧告が出された（ストックホルム規約と呼ばれることがある）。

### 起電力の定義
次のような電池図式で表される電池を考える。
{\displaystyle {\rm {T\mid M_{1}\mid S\mid M_{2}\mid T^{\prime }}}}
ここで、M1, M2 は電気伝導体の電極を、S はイオン伝導体（電解質）の溶液を、両端の T, T′ は端子を表すとする。
この電池の内部において正電荷を左から右（T → T′の方向）へ移動させるときに、電極 M1 上では
{\displaystyle \mathrm {R(M_{1})\longrightarrow O(M_{1})+} n\mathrm {e^{-}(T)} }（酸化反応）
電極 M2 上では
{\displaystyle \mathrm {O^{\prime }(M_{2})+} n\mathrm {e^{-}(T^{\prime })\longrightarrow R^{\prime }(M_{2})} }（還元反応）
すなわち、電池全体では、
{\displaystyle \mathrm {R(M_{1})+O^{\prime }(M_{2})+} n\mathrm {e^{-}(T^{\prime })\longrightarrow O(M_{1})+R^{\prime }(M_{2})+} n\mathrm {e^{-}(T)} }
の反応が進行すると約束する（電池図式において左側の電極はアノード、右側の電極はカソードを表す）。
この反応が電気化学的平衡になっている時の、左側の端子 T に対する右側の端子 T′ の電位差が起電力である。
このときの起電力 E は
{\displaystyle E=-{\frac {(\mu _{\mathrm {e^{-}} }^{\mathrm {T^{\prime }} }-\mu _{\mathrm {e^{-}} }^{\mathrm {T} })}{F}}=-{\frac {(\mu _{\mathrm {O} }^{\mathrm {M1} }+\mu _{\mathrm {R^{\prime }} }^{\mathrm {M2} })-(\mu _{\mathrm {R} }^{\mathrm {M1} }+\mu _{\mathrm {O^{\prime }} }^{\mathrm {M2} })}{nF}}}
で表すことができる。
ここで、μ xy は相 x における反応種 y の電気化学ポテンシャル、n は反応電子数、F はファラデー定数を表す。
一般に、反応のギブスエネルギー変化が ΔG で表されるとき、起電力 E は、
{\displaystyle E={\frac {-\Delta G}{n{\mathrm {F} }}}}
となる。
このように、起電力は形式的に決定される。普通、電池の場合は起電力の値が正となるように電池図式・化学反応式を記述する。電池の反応式を逆に記述すれば起電力の符号も逆になる。

### 起電力と電極電位
電池のそれぞれの電極の片方についてのみ注目して、それを半電池 (half-cell) または単極 (single electrode) と呼ぶ。上の例ではそれぞれ
{\displaystyle {\rm {{M_{1}\mid S}~,~~{\rm {S\mid M_{2}}}}}}
が半電池となる。（半電池を2つ組み合わせて電池になる。）
ここで、次の例のような、ある特別な構成の電池の起電力について考える。
{\displaystyle {\rm {T\mid \mathrm {Pt,H_{2}} (P_{\mathrm {H_{2}} }=P^{0})\mid \mathrm {H^{+}} (a_{\mathrm {H^{+}} }=1)\parallel S\mid M\mid T^{\prime }}}}
この電池の左側の半電池は、基準電極と呼ばれる電極のひとつであり、標準水素電極と言う。
基準電極を左側に置いた電池の起電力を、右側の電極の平衡電極電位 (equilibrium electrode potential) または簡単に平衡電位と言う。特に、電極反応にかかわる物質の活量が全て1である場合の平衡電極電位を特に標準電極電位 (standard electrode potential) という。

### 標準電極電位を用いた起電力の求め方
電極電位を用いることによって起電力を求めることも出来る。具体的には、電池図式の右側の電極電位から左側の電極電位を引くことによる。
例として、ダニエル電池と呼ばれる亜鉛と銅でつくった電池の標準状態での起電力を考える。
標準状態のダニエル電池の電池図式は
{\displaystyle \mathrm {Cu\mid Zn\mid ZnSO_{4}(aq} ,a_{\mathrm {Zn^{2+}} }=1\mathrm {)\parallel CuSO_{4}(aq} ,a_{\mathrm {Cu^{2+}} }=1)\mathrm {\mid Cu} }
で表すことが出来る。（左端のCuはZn電極につながる端子である。右端のCu電極は端子も兼ねている。）
電池の左側（アノード）は
{\displaystyle \mathrm {Zn\longrightarrow Zn^{2+}+2e^{-}} \qquad E^{0}({\rm {{Zn^{2+}}\mid {\rm {{Zn})=-0.763V\mathrm {(vs~SHE)} }}}}}
電池の右側（カソード）は
{\displaystyle \mathrm {Cu^{2+}+2e^{-}\longrightarrow Cu} \qquad E^{0}({\rm {{Cu^{2+}}\mid {\rm {{Cu})=+0.340V\mathrm {(vs~SHE)} }}}}}
である。よってこの電池図式で表される電池の標準状態における起電力E0は、
{\displaystyle E^{0}=E^{0}({\rm {{Cu^{2+}}\mid {\rm {{Cu})-E^{0}({\rm {{Zn^{2+}}\mid {\rm {{Zn})=(+0.340)-(-0.763)\approxeq 1.10\mathrm {V} }}}}}}}}}
と計算される。

## 化学電池以外の起電力

### 誘導起電力
電磁誘導による起電力で、ファラデーの電磁誘導の法則より、1つの回路に生じる誘導起電力の大きさはその回路を貫く磁界の変化の割合に比例するもので、発電機に利用されている。

### 熱起電力
ゼーベック効果により、異なる物体に温度差があると発生する起電力で、熱電対（温度センサ）に利用される。

### 光起電力
光起電力効果により、半導体のpn接合部などに光が照射されたとき発生する起電力で、太陽電池やフォトダイオード（光センサ）に利用される。

## 電気回路における起電力
キルヒホッフの法則 (電気回路)より、任意の閉路の起電力の総和と電圧降下の総和は等しい。